# Canet Roussillon FC
Canet Roussillon FC là một câu lạc bộ bóng đá Pháp có trụ sở tại Canet-en-Roussillon, đội bóng được thành lập vào năm 1934.

## Lịch sử

### Tên lịch sử
- Câu lạc bộ Olympique Perpignanais (1934-1949)
- Stade Olympique Perpignanais (1949-1952)
- Câu lạc bộ bóng đá Perpignan (1952-1997)
- Thể thao Perpignan Roussillon (1997-2001)
- Bóng đá Perpignan (2001-2002)
- Câu lạc bộ bóng đá Perpignan Canet (2002-2014)